# Nadia Meerkens
Nadia Meerkens is een Belgisch voormalig rolschaatsster en inline-skater.

## Levensloop
Meerkens werd in 1988 in het Franse Gujan-Mestras Europees kampioene op de 300 meter tijdrijden en in 1991 in het Italiaanse Pescara op de 500 meter sprint. Daarnaast behaalde ze tal van ereplaatsen op Europese en wereldkampioenschappen, waaronder brons op de 300 meter tijdrijden op de Wereldspelen van 1989 in het Duitse Karlsruhe.

## Palmares
| Weg - Europese kampioenschappen - 1987 in het Belgische Oostende - op de 300 meter tijdrijden - 1988 in het Franse Gujan-Mestras - op de 300 meter tijdrijden - op de 500 meter - Wereldkampioenschappen - 1988 in het Italiaanse Cassano d'Adda - op de 300 meter tijdrijden - op de 500 meter Piste - Europese kampioenschappen - 1987 in het Belgische Oostende - op de 300 meter tijdrijden | Weg - Europese kampioenschappen - 1990 in het Duitse Inzell - op de 300 meter tijdrijden - op de 500 meter sprint - 1991 in het Italiaanse Pescara - op de 300 meter tijdrijden - op de 500 meter sprint Piste - Europese kampioenschappen - 1989 in het Portugese Madalena - op de 300 meter tijdrijden - 1990 in het Duitse Inzell - op de 300 meter tijdrijden - Wereldspelen - 1989 in het Duitse Karlsruhe - op de 300 meter tijdrijden |